# Caloptilia selenitis
Caloptilia selenitis là một loài bướm đêm thuộc họ Gracillariidae. Nó được tìm thấy ở New Zealand.
Ấu trùng ăn Fagus species, bao gồm Fagus menziesii. Chúng ăn lá nơi chúng làm tổ. The late instar larva of make a pouch of two or three terminal leaves on twigs. Pouches containing larvae are shed và fall to the ground in autumn while the larvae are still present.